# Арганре (биосферный резерват)
Арганре (фр. Arganeraie) — биосферный резерват на юге Марокко. Резерват основан в 1998 году.

## Физико-географическая характеристика
Резерват расположен в относительно равнинной местности между горами Высокий Атлас и Антиатлас. Высота над уровнем моря колеблется от 0 до 2000 метров. С западной стороны расположен Атлантический океан. Ядром резервата является национальный парк Саус-Масса.
Резерват включает степи и леса средиземноморского биома, основу которых составляет аргания. Кроме того на территории резервата расположены сельскохозяйственные районы и крупные населённые пункты.
В базе данных всемирной сети биосферных резерватов указаны следующие координаты заповедника: 29°15′ с. ш. 8°10′ в. д. — 31°20′ с. ш. 10°25′ в. д.. Согласно концепции зонирования резерватов общая площадь территории, которая составляет 25 687,8 км², разделена на три основные зоны: ядро — 1 100,0 км², буферная зона — 9638,7 км² и зона сотрудничества — 15 049,1 км².

## Флора и фауна
Среди растений резервата особую ценность представляет эндемик аргания колючая (Argania spinosa). Эти реликтовые деревья хорошо приспосабливаются к тяжёлым условиям засухи. Аргания растёт на границе с Сахарой и является естественным буфером от опустынивания территории. Местные жители используют растение в качестве лесоматериалов, а также в пищу, косметику и медицину, что ставит вид под угрозу уничтожения.

## Взаимодействие с человеком
На территории резервата проживает около 2 374 тысяч человек, в основном берберы. В зоне сотрудничества расположен крупный город Агадир, в котором, по данным 1994 года, проживало около 900 тысяч человек.
Реликтовая аргания является основой создания и деятельности резервата. Ведутся работы по сохранению вида, а также по использованию его в качестве естественного барьера от прихода пустыни. Кроме того, проводятся исследования вида как такового, его использования, физических свойств, и социо-экономического влияния.